# Vergt
Vergt [vɛʁ] (okzitanisch: Vern) ist eine französische Gemeinde mit 1.750 Einwohnern (Stand: 1. Januar 2022) im Département Dordogne in der Region Nouvelle-Aquitaine. Sie gehört zum Arrondissement Périgueux und zum Kanton Périgord Central. Die Bewohner werden Vernois und Vernoises genannt.

## Geographie
Vergt liegt 16 Kilometer südlich von Périgueux und 30 Kilometer nordöstlich von Bergerac. Umgeben wird Vergt von den Nachbargemeinden Chalagnac im Nordwesten und Norden, Église-Neuve-de-Vergt im Nordosten, Breuilh im Nordosten und Osten, Salon im Osten und Südosten, Saint-Michel-de-Villadeix und Saint-Amand-de-Vergt im Süden, Saint-Maime-de-Péreyrol im Südwesten, Grun-Bordas im Westen und Creyssensac-et-Pissot im Nordwesten.

## Geschichte
Am 9. Oktober 1562 ereignete sich hier die Schlacht von Vergt zwischen dem Heer der katholischen und der reformierten Partei im Rahmen der französischen Hugenottenkriege (1. Hugenottenkrieg), die mit einer blutigen Niederlage der Hugenotten endete. Die nach dieser Schlacht veränderten Kräfteverhältnisse führten wenige Monate darauf im März 1653 zu einem Kompromissfrieden durch das Edikt von Amboise, das den unterlegenen Reformierten eine an bestimmte Orte gebundene, freie Religionsausübung zusicherte. 1567 flammten die Religionskriege aber erneut auf.

### Bevölkerungsentwicklung
| Jahr                       | 1962 | 1968 | 1975 | 1982 | 1990 | 1999 | 2006 | 2012 | 2019 |
| Einwohner                  | 1190 | 1224 | 1369 | 1419 | 1422 | 1512 | 1698 | 1624 | 1693 |
| Quellen: Cassini und INSEE |      |      |      |      |      |      |      |      |      |

## Sehenswürdigkeiten
- Kirche Saint-Jean aus dem 19. Jahrhundert

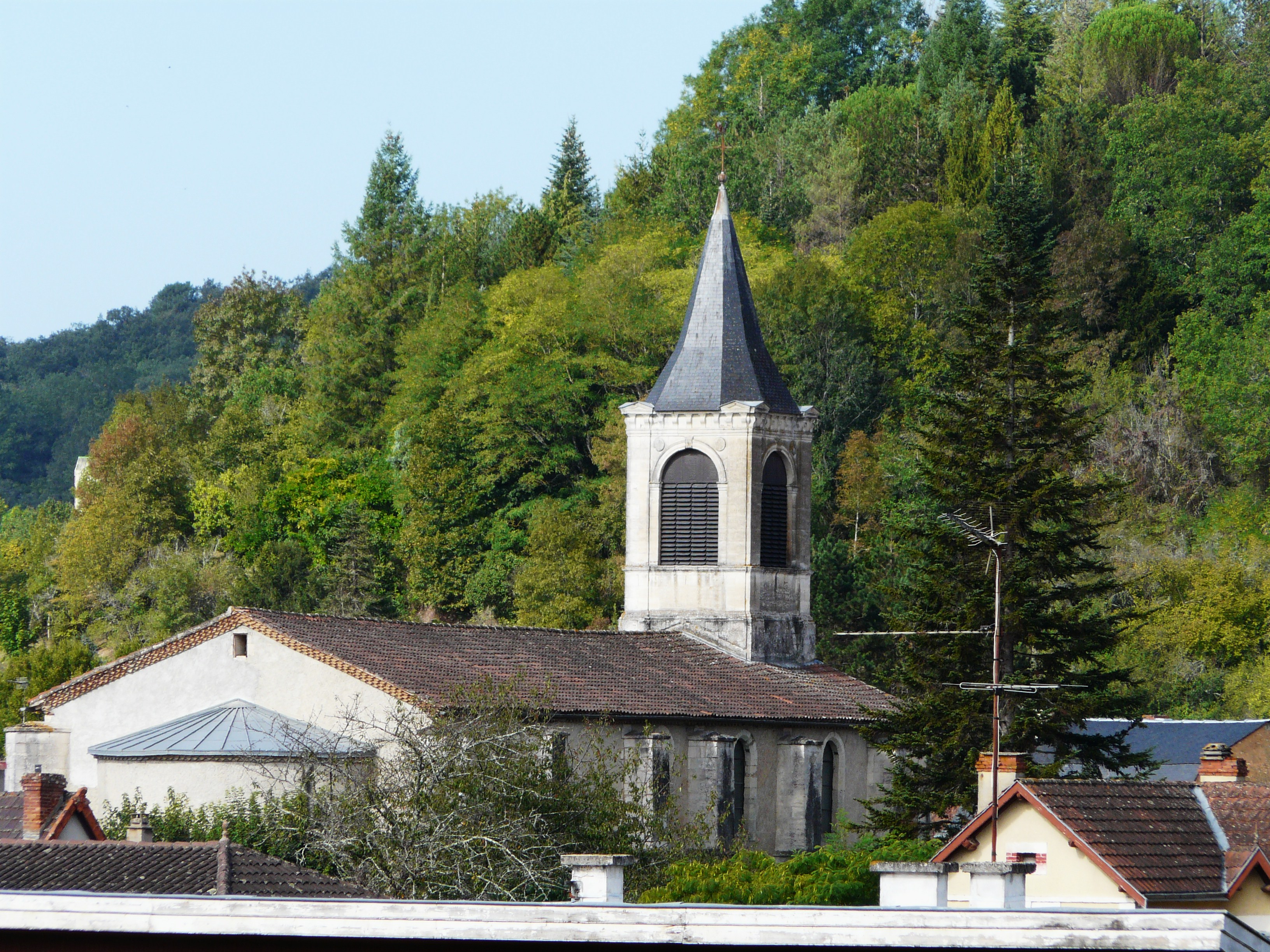
Kirche Saint-Jean

## Gemeindepartnerschaft
Mit der kanadischen Gemeinde Saint-Jacques de Montcalm in Québec besteht eine Partnerschaft.